# USS Lyndon B. Johnson (DDG-1002)
L’USS Lyndon B. Johnson (DDG-1002) est le troisième et, selon les prévisions de 2016, dernier navire de la classe de destroyers de 15 000 t de classe Zumwalt de l’United States Navy.

## Historique
Le contrat pour sa construction a été signé le 15 septembre 2011, et sa construction au chantier naval Bath Iron Works débute le 4 avril 2012. Le secrétaire à la Marine des États-Unis Ray Mabus annonce le 16 avril qu'il est baptisé du nom Lyndon B. Johnson, 36e président des États-Unis entre le 22 novembre 1963 et le 20 janvier 1969. Il s'agit du 34e navire de guerre américain à porter le nom d'un président de ce pays. Sa mise en service est annoncée pour l'année fiscale 2018.
Le DDG 1002 USS Lyndon B. Johnson a débuté ses premiers essais en mer le 12 décembre 2021.